# Monte di Capodistria
Monte di Capodistria (in sloveno Šmarje) è un insediamento di 784 abitanti dell'Istria, situato nel comune di Capodistria, in Slovenia.

## Geografia fisica
È una grossa borgata, posta sul crinale spartiacque dei torrenti Pichevaz (Piševec) sul versante sud e Piasentin sul versante di Capodistria, a quota 289 m. Vi si giunge da Capodistria salendo la nuova strada a tre corsie che ricalca le orme dell'antica Via Flavia e che costeggia il torrente Piasentin; a mezza costa si trova la frazione di Paderno. Questa piccola frazione una volta era una borgata isolata che poteva essere raggiunta passando per una carrareccia; ora, con la nuova strada, questo gruppo di case contadine in pietra nuda arenaria si trova sul bordo sinistro della carreggiata a salire. Il suo nome deriva da un'antica famiglia capodistriana. Anche Montetoso, Sergassi e Gasòn sono frazioni di Monte. Monte di Capodistria è conosciuta anche con il nome della pieve medioevale:  Santa Maria in Monte, in sloveno detta Šmarje e riconsacrata nel 1222 dal Beato Assalone, vescovo di Capodistria. Come usavano un tempo, fu associato al nome del Santo un riferimento geografico. Naturalmente dalla pieve derivò il nome dell'abitato.

## Storia e luoghi di interesse
In una comunicazione al Senato veneziano nel 1362 si fa menzione della presenza in zona delle prime famiglie slovene.
Il paese era un villaggio fortificato la cui torre venne rinforzata nel 1559 per difesa dalle invasioni turche. Questa torre vegliava sull'importante valico della Via Flavia, che da Capodistria conduce alle saline di Sicciole. Questo quadrivio è chiamato "Crocera"; tutti gli istriani la conoscono come la Crosera di Montetoso essendo questo incrocio posto sotto la falda del monte Toso.
Simbolo del paese è l'antico monastero benedettino di Santa Maria del Monte, sorto tra il IX e X secolo e che conserva ancora qualche caratteristica medioevale. Il decadimento del monastero iniziò attorno all'anno 1000 con la crisi dell'economia rurale dovuta al feudalesimo ma anche alle pestilenze e alle guerre, e con l'affermarsi delle parrocchie che venivano costituite nei vari paesi. Nei primi anni del XII secolo, nel 1133 o forse nel 1152, fu sottomesso, per volontà del vescovo di Capodistria da cui dipendeva, al famoso monastero di S. Giorgio di Venezia; la sottomissione venne contestata dal Capitolo capodistriano. Dal XV secolo fu possesso di nobili famiglie di Capodistria e nel XVII sec. risulta essere mensa del vescovo di Capodistria; è certo che nel 1656 la pieve di Monte aveva cinque confraternite. La pieve fu ricostruita nel 1730 dallo zuppano Antonio Gregori con l'ausilio dei vicini; così sta scritto su una lapide sopra il portichetto. Un attento esame delle murature fa ritenere che questa nobile chiesa sia molto più antica. È un edificio massiccio in pietra arenaria a corsi, così pure il campanile posto dinanzi alla chiesa ed unito a questa da un portico. Sopra l'abside poligonale è stata costruita una cupola esagonale con bassa cuspide. Il complesso nell'insieme è molto armonioso specialmente dopo l'ultima ristrutturazione in linee romaniche del 1926; vi sono inserite tavole dedicatorie o votive tra cui una lapide romana ed una preziosa lesena barbarica incastonata in una finestrella del campanile.
La chiesetta del cimitero, situata a qualche centinaio di metri verso Paugnano, è dedicata a san Pietro di Barbano; è carina, con un campanile a vela e una grossa quercia di fronte, mentre dietro c'è il cimitero con bei cipressi. Sul portale della chiesetta una scritta in sloveno ricorda che la costruzione risale al 1802 quando Jozef Slakar era župan (sindaco). Da Monte di Capodistria si può godere l'incanto del sottostante panorama, ancora più evidenziato se si sale sul monte Romano (Poljane) sito ad est verso Paugnano. È una buona zona di caccia per selvaggina minuta.
Nell'ottobre 1943 e nel giugno 1944 il paese fu dato alle fiamme dalle truppe nazifasciste. È stato eretto un monumento ai caduti della Seconda guerra mondiale, opera dello scultore accademico istriano Jože Pohlen.